# Dichiarazione del Cairo per l'Eliminazione delle Mutilazioni Genitali Femminili
La Dichiarazione del Cairo per l'Eliminazione delle Mutilazioni Genitali Femminili (in lingua inglese Cairo Declaration on Female Genital Mutilation) è un documento ratificato nel giugno del 2003 da ventotto nazioni africane ed arabe durante la conferenza regionale delle Nazioni Unite organizzata al Cairo.